# أتو إساندوه
أتو إساندوه (بالإنجليزية: Ato Essandoh)‏ مواليد 29 يوليو 1972 في سكنيكتادي، نيويورك، هو ممثل أمريكي بدأ مسيرته الفنية سنة 2001.

## الأعمال
- جيسون بورن
- الإبتدائية
- جانغو الحر
- القانون والنظام: النية الإجرامية
- الألماس الدموي
- برايم
- هيتش
- روجر المراوغ

## روابط خارجية
- أتو إساندوه على موقع IMDb (الإنجليزية)
- أتو إساندوه على موقع قاعدة بيانات الأفلام العربية
- أتو إساندوه على موقع ألو سيني (الفرنسية)
- أتو إساندوه على موقع أول موفي (الإنجليزية)
- أتو إساندوه على موقع قاعدة بيانات الأفلام السويدية (السويدية)
- أتو إساندوه على موقع قاعدة بيانات الفيلم (الإنجليزية)
- أتو إساندوه على موقع كينوبويسك (الروسية)